# Transylvania (film)
Pour les articles homonymes, voir Transylvania.
Pour plus de détails, voir Fiche technique et Distribution.
Transylvania est un film français réalisé par Tony Gatlif et sorti en 2006.

## Synopsis
Zingarina, une fille italienne rebelle, part pour la Transylvanie avec sa meilleure amie Marie et une jeune interprète, Luminița, pour chercher son fiancé Milan Augustin, qui a été expulsé de France, le pays où ils se sont rencontrés et tombés amoureux ; elle sait qu'il est un musicien ambulant et joue dans une bande de violonistes tsiganes. Zingarina le retrouve durant une fête populaire païenne (le Carnaval d'Hérode) ; mais il lui dit que leur histoire d'amour est finie.
Cette femme, détruite et en colère, ne veut plus retourner en France et, pendant son voyage sans sens à travers les boulevards et les villages de cette terre mystérieuse et amicale, rencontre Tchangalo, un charmant marchand voyageur d'origine turque ; entre eux il y a un étrange feeling. Celle-ci serait l'histoire, une histoire d'amour et de passion comme une autre,.
C'est la Transylvanie avec tous ses contrastes et ses paradoxes : la magie et la dure réalité, les exorcismes et les traditions païennes, la spiritualité et le Carnaval d'Hérode ; des longs silences et des danses tziganes déchaînées, les faubourgs médiévaux et les modernes agglomérations industrielles ; un scénario enneigé mais plein de personnages extravagants et de folklore coloré.

## Fiche technique
- Titre : Transylvania
- Réalisation : Tony Gatlif[2],[3]
- Scénario : Tony Gatlif[2]
- Musique : Philippe Welsh, Delphine Mantoulet, Beáta Palya[2]
- Photographie : Céline Bozon
- Montage : Monique Dartonne
- Costumes: Rose-Marie Melka
- Décors : Brigitte Brassart
- Pays d'origine :  France
- Genre : drame
- Durée : 103 minutes (1 h 43)
- Dates de sortie : 4 octobre 2006 (France)

## Distribution
- Asia Argento : Zingarina[2],[3]
- Amira Casar : Marie[2]
- Birol Ünel : Tchangalo
- Alexandra Beaujard : Luminița
- Marco Castoldi : Milan
- Beáta Palya : Beáta[2]